# Anatole epone
Anatole epone är en fjärilsart som beskrevs av Jean Baptiste Godart 1824. Anatole epone ingår i släktet Anatole och familjen Riodinidae. Inga underarter finns listade i Catalogue of Life.